# Swedish Open 2001 - Qualificazioni singolare
Le qualificazioni del singolare  dello  Swedish Open 2001 sono state un torneo di tennis preliminare per accedere alla fase finale della manifestazione. I vincitori dell'ultimo turno sono entrati di diritto nel tabellone principale. In caso di ritiro di uno o più giocatori aventi diritto a questi sono subentrati i lucky loser, ossia i giocatori che hanno perso nell'ultimo turno ma che avevano una classifica più alta rispetto agli altri partecipanti che avevano comunque perso nel turno finale.
Le qualificazioni del torneo Swedish Open 2001 prevedevano 32 partecipanti di cui 4 sono entrati nel tabellone principale.

## Teste di serie
1. Michael Russell (Qualificato)
2. Jiří Vaněk (primo turno)
3. Kristian Pless (primo turno)
4. Jan Frode Andersen (secondo turno)

1. Christian Ruud (primo turno)
2. Richard Fromberg (secondo turno)
3. Fredrik Jonsson (ultimo turno)
4. Radek Štěpánek (ultimo turno)

## Qualificati
1. Michael Russell
2. Mariano Hood

1. Dmitri Vlasov
2. Kalle Flygt

## Tabellone

### Legenda
| - Q = Qualificato - WC = Wild card - LL = Lucky loser | - ALT = Alternate - SE = Special Exempt - PR = Protected Ranking | - w/o = Walkover - r = Ritirato - d = Squalificato |

### Sezione 1
|  | Primo turno      | Primo turno      | Primo turno      | Primo turno | Primo turno |  |  | Secondo turno | Secondo turno    | Secondo turno    | Secondo turno   | Secondo turno   |   |   | Ultimo turno | Ultimo turno    | Ultimo turno    | Ultimo turno | Ultimo turno |  |
|  |                  |                  |                  |             |             |  |  |               |                  |                  |                 |                 |   |   |              |                 |                 |              |              |  |
|  | 1                | Michael Russell  | Michael Russell  | 6           | 6           |  |  |               |                  |                  |                 |                 |   |   |              |                 |                 |              |              |  |
|  |                  | Hans Grobecker   | Hans Grobecker   | 1           | 4           |  |  | 1             | Michael Russell  | Michael Russell  | Michael Russell | 4               |   |   |              |                 |                 |              |              |  |
|  | Jonas Fröberg    | Jonas Fröberg    | 5                | 6           | 6           |  |  |               | Jonas Fröberg    | Jonas Fröberg    | Jonas Fröberg   | 0r              |   |   |              |                 |                 |              |              |  |
|  | Tobias Virdhage  | Tobias Virdhage  | 7                | 0           | 4           |  |  |               |                  |                  |                 |                 |   |   | 1            | Michael Russell | Michael Russell | 6            | 6            |  |
|  | Marcus Sarstrand | Marcus Sarstrand | Marcus Sarstrand | 6           | 7           |  |  |               |                  | 7                | Fredrik Jonsson | Fredrik Jonsson | 3 | 4 |              |                 |                 |              |              |  |
|  | Henrik Andersson | Henrik Andersson | Henrik Andersson | 4           | 64          |  |  |               | Marcus Sarstrand | Marcus Sarstrand | 6               | 4               |   |   |              |                 |                 |              |              |  |
|  | 7                | Fredrik Jonsson  | Fredrik Jonsson  | 6           | 6           |  |  | 7             | Fredrik Jonsson  | Fredrik Jonsson  | 7               | 6               |   |   |              |                 |                 |              |              |  |
|  |                  | Kim Tiilikainen  | Kim Tiilikainen  | 1           | 2           |  |  |               |                  |                  |                 |                 |   |   |              |                 |                 |              |              |  |

### Sezione 2
|  | Primo turno      | Primo turno      | Primo turno      | Primo turno | Primo turno |  |  | Secondo turno    | Secondo turno    | Secondo turno | Secondo turno | Secondo turno |   |   | Ultimo turno     | Ultimo turno     | Ultimo turno | Ultimo turno | Ultimo turno |  |
|  |                  |                  |                  |             |             |  |  |                  |                  |               |               |               |   |   |                  |                  |              |              |              |  |
|  |                  | Álex López Morón | 6                | 0           | 6           |  |  |                  |                  |               |               |               |   |   |                  |                  |              |              |              |  |
|  | 2                | Jiří Vaněk       | 3                | 6           | 3           |  |  | Álex López Morón | Álex López Morón | 7             | 2             | 7             |   |   |                  |                  |              |              |              |  |
|  | Robert Lindstedt | Robert Lindstedt | Robert Lindstedt | 6           | 6           |  |  | Robert Lindstedt | Robert Lindstedt | 62            | 6             | 65            |   |   |                  |                  |              |              |              |  |
|  | Simon Aspelin    | Simon Aspelin    | Simon Aspelin    | 4           | 1           |  |  |                  |                  |               |               |               |   |   | Álex López Morón | Álex López Morón | 4            | 7            | 1            |  |
|  | Mariano Hood     | Mariano Hood     | Mariano Hood     | 6           | 7           |  |  |                  |                  | Mariano Hood  | Mariano Hood  | 6             | 6 | 6 |                  |                  |              |              |              |  |
|  | Daniel Andersson | Daniel Andersson | Daniel Andersson | 1           | 65          |  |  |                  | Mariano Hood     | 6             | 63            | 6             |   |   |                  |                  |              |              |              |  |
|  | 6                | Richard Fromberg | 6                | 4           | 7           |  |  | 6                | Richard Fromberg | 3             | 7             | 1             |   |   |                  |                  |              |              |              |  |
|  |                  | Robin Söderling  | 1                | 6           | 62          |  |  |                  |                  |               |               |               |   |   |                  |                  |              |              |              |  |

### Sezione 3
|  | Primo turno        | Primo turno        | Primo turno    | Primo turno | Primo turno |  |  | Secondo turno | Secondo turno  | Secondo turno  | Secondo turno  | Secondo turno |   |   | Ultimo turno | Ultimo turno  | Ultimo turno | Ultimo turno | Ultimo turno |  |
|  |                    |                    |                |             |             |  |  |               |                |                |                |               |   |   |              |               |              |              |              |  |
|  |                    | Filip Prpic        | 7              | 4           | 6           |  |  |               |                |                |                |               |   |   |              |               |              |              |              |  |
|  | 3                  | Kristian Pless     | 5              | 6           | 3           |  |  | Filip Prpic   | Filip Prpic    | 4              | 6              | 4             |   |   |              |               |              |              |              |  |
|  | Dmitri Vlasov      | Dmitri Vlasov      | 6              | 3           | 6           |  |  | Dmitri Vlasov | Dmitri Vlasov  | 6              | 0              | 6             |   |   |              |               |              |              |              |  |
|  | Jacob Adaktusson   | Jacob Adaktusson   | 2              | 6           | 4           |  |  |               |                |                |                |               |   |   |              | Dmitri Vlasov | 1            | 6            | 6            |  |
|  | Johan Kareld       | Johan Kareld       | 2              | 6           | 6           |  |  |               |                | 8              | Radek Štěpánek | 6             | 4 | 1 |              |               |              |              |              |  |
|  | Patrik Fredriksson | Patrik Fredriksson | 6              | 3           | 4           |  |  |               | Johan Kareld   | Johan Kareld   | 0              | 0             |   |   |              |               |              |              |              |  |
|  | 8                  | Radek Štěpánek     | Radek Štěpánek | 7           | 6           |  |  | 8             | Radek Štěpánek | Radek Štěpánek | 6              | 6             |   |   |              |               |              |              |              |  |
|  |                    | Petr Luxa          | Petr Luxa      | 5           | 3           |  |  |               |                |                |                |               |   |   |              |               |              |              |              |  |

### Sezione 4
|  | Primo turno            | Primo turno            | Primo turno            | Primo turno | Primo turno |  |  | Secondo turno | Secondo turno      | Secondo turno | Secondo turno | Secondo turno |   |   | Ultimo turno      | Ultimo turno      | Ultimo turno      | Ultimo turno | Ultimo turno |  |
|  |                        |                        |                        |             |             |  |  |               |                    |               |               |               |   |   |                   |                   |                   |              |              |  |
|  | 4                      | Jan Frode Andersen     | Jan Frode Andersen     | 7           | 6           |  |  |               |                    |               |               |               |   |   |                   |                   |                   |              |              |  |
|  |                        | Nicklas Timfjord       | Nicklas Timfjord       | 5           | 2           |  |  | 4             | Jan Frode Andersen | 7             | 65            | 65            |   |   |                   |                   |                   |              |              |  |
|  | Mattias Hellstrom      | Mattias Hellstrom      | 4                      | 6           | 7           |  |  |               | Mattias Hellstrom  | 64            | 7             | 7             |   |   |                   |                   |                   |              |              |  |
|  | Johan Örtegren         | Johan Örtegren         | 6                      | 4           | 5           |  |  |               |                    |               |               |               |   |   | Mattias Hellstrom | Mattias Hellstrom | Mattias Hellstrom | 65           | 4            |  |
|  | Kalle Flygt            | Kalle Flygt            | Kalle Flygt            | 6           | 6           |  |  |               |                    | Kalle Flygt   | Kalle Flygt   | Kalle Flygt   | 7 | 6 |                   |                   |                   |              |              |  |
|  | Roberto Carretero-Diaz | Roberto Carretero-Diaz | Roberto Carretero-Diaz | 1           | 4           |  |  | Kalle Flygt   | Kalle Flygt        | 6             | 3             | 6             |   |   |                   |                   |                   |              |              |  |
|  |                        | Fredrik Giers          | Fredrik Giers          | 4           | 7           |  |  | Fredrik Giers | Fredrik Giers      | 3             | 6             | 0             |   |   |                   |                   |                   |              |              |  |
|  | 5                      | Christian Ruud         | Christian Ruud         | 6           | 63r         |  |  |               |                    |               |               |               |   |   |                   |                   |                   |              |              |  |